# Ванников, Рафаил Борисович
Рафаи́л Бори́сович Ванников (27 января 1922, Москва, РСФСР, СССР — 31 июля 2008, Москва, Россия) — советский военный инженер, заместитель главного конструктора — начальник отделения испытаний МКБ «Факел» имени академика П. Д. Грушина, с 1955 по 1985 год — районный инженер 4-го Главного управления Министерства обороны СССР, лауреат Государственной премии Российской Федерации, полковник.

## Биография
Родился 27 января 1922 года в Москве. Отец Б. Л. Ванников.
В 1939 году окончил 1-ю артиллерийскую спецшколу и поступил в Артиллерийскую академию РККА имени Ф. Э. Дзержинского. С 1942 года, после окончания академии, воевал на Калининском и 1-м Прибалтийском фронтах. Участвовал в испытаниях новых боевых реактивных установок залпового огня. В 1945 году переведен в 92-й гвардейский минометный полк, преобразованный в бригаду особого назначения (БОН).
В составе группы советских конструкторов БОН, в немецком Зондерсхаузене, занимался изучением ракет ФАУ-2 .
С первых же дней работы был назначен заместителем командира одного из дивизионов, в задачу которого входила помощь группе С. П. Королёва в ознакомлении с трофейной немецкой документацией.
В процессе работы заочно окончил Московский механический институт.
В 1947 году БОН передислоцировали на полигон Капустин Яр вместе с изготовленными в Германии на подземных заводах ракетами и всей необходимой техникой для их эксплуатации и стрельбы. К тому времени Р. Б. Ванникова назначили одним из руководителей спецпоезда, в котором располагалась вся необходимая аппаратура для подготовки ракет к пускам, а вскоре и первым начальником технической позиции на полигоне.
В 1948 году С. П. Королев уговорил Ванникова перейти на работу в НИИ-88 старшим военпредом Главного артиллерийского управления Наркомата обороны СССР, возглавить группу контроля за разработкой ракеты Р-11.
В 1949 году, решив получить командное образование, поступил в Военную академию имени М. В. Фрунзе, которую окончил в 1951 году.
В декабре 1955 года был назначен районным инженером 4-го Главного управления Министерства обороны СССР.

### В отставке
В мае 1985 года в звании полковника вышел в отставку. Работал заместителем главного конструктора — начальником отделения испытаний МКБ «Факел» имени академика П. Д. Грушина. Лауреат Государственной премии Российской Федерации.
Умер 31 июля 2008 года в Москве.

## Награды
Получил следующие награды:
- орден Красной Звезды (17.11.1945)
- орден Отечественной войны II степени (07.01.1944)
- медаль «За боевые заслуги» (15.11.1950)
- орден Красной Звезды (05.11.1954)
- орден Красной Звезды (25.07.1958)
- медаль «За победу над Германией в Великой Отечественной войне 1941—1945 гг.» (1945)
- юбилейные медали